# Dicranopteris flexuosa
Dicranopteris flexuosa là một loài dương xỉ trong họ Gleicheniaceae. Loài này được Schrad. Underw. mô tả khoa học đầu tiên năm 1907.